# Ormosia croatica
Ormosia croatica är en tvåvingeart som beskrevs av Jaroslav Stary 1971. Ormosia croatica ingår i släktet Ormosia och familjen småharkrankar.
Artens utbredningsområde är Kroatien. Inga underarter finns listade i Catalogue of Life.